# Simone Stelzer
Simone Stelzer, nota semplicemente come Simone (Vienna, 1º ottobre 1969), è una cantante austriaca.
Nel 1990 partecipa alla selezione nazionale per andare all'Eurofestival. Keine Mauern mehr arriva seconda, ma la canzone prima classifica del gruppo Duett è squalificata: Simone Stelzer partecipa al loro posto all'Eurovision Song Contest di Zagabria, dove si classifica in decima posizione. Nello stesso anno, debutta con l'album Feuer Im Vulkan, distribuito da CBS Records. In seguito firma dei contratti con Koch Records e Sony Music. Nel 2015 inizia una collaborazione con il cantante connazionale Charly Brunner.

## Discografia
Album in studio
- 1990 - Feuer Im Vulkan
- 1994 - Gute Reise, Bon Voyage...
- 1995 - Ich Liebe Dich
- 1998 - Träume
- 1999 - Aus Liebe
- 2001 - Solang Wir Lieben
- 2003 - Ganz Nah
- 2005 - Schwerelos
- 2009 - Morgenrot
- 2010 - Mondblind
- 2012 - Pur
- 2015 - Das Kleine Grosse Leben (con Charly Brunner)
- 2018 - Wahre Liebe (con Charly Brunner)

Raccolte
- 2001 - Best Of
- 2001 - Made in Austria
- 2002 - Ich Träume In Farbe
- 2006 - Das Beste Und Mehr
- 2009 - Meine Grössten Erfolge & Schönsten Balladen
- 2010 - Das gönn' ich mir...
- 2015 - Schlager für's Leben
- 2015 - 25 Jahre Simone - Die Ultimate Best Of